# Cäcilie Wasa
Cäcilie Wasa (* 6. November 1540 in Stockholm; † 27. Januar 1627 in Brüssel) war Prinzessin von Schweden und Markgräfin von Baden-Rodemachern. Sie war eine Tochter von Gustav I. Wasa, König von Schweden, und Margareta Eriksdotter Leijonhufvud.

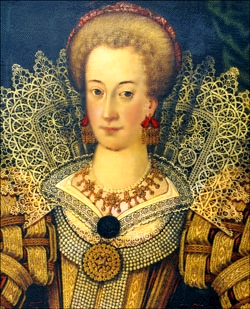
Gemälde eines unbekannten Künstlers, das Cäcilie Wasa darstellen soll

## Leben
Cäcilie war erst 11 Jahre alt, als ihre Mutter, Gustav Wasas zweite Ehefrau, verstarb. In der Familie Wasa gab es latente Spannungen, da der einzige Sohn aus Gustav Wasas erster Ehe, Erik, sich gegenüber seinem jüngeren Halbbruder Johann benachteiligt fühlte. Der leichtlebige Erik fühlte sich von seinem Vater unterdrückt und legte es darauf an, ihn zu kränken.
Cäcilie galt als die schönste der Töchter Gustavs I. und machte 1559 im sogenannten „Vadstenalärm“ auf sich aufmerksam, als sie von Beauftragten ihres ältesten Bruders Erik unter kompromittierenden Umständen mit dem Grafen Johann von Ostfriesland überrascht wurde, just als Edzard, der Bruder des Liebhabers, ihre älteste Schwester Katharina geheiratet hatte und mit dem Hochzeitsgefolge Weihnachten 1559 im Schloss Vadstena übernachtete. Erik kümmerte sich nicht um Ruf und Ehre seiner Halbschwester und der Familie, sondern machte die Affäre durch die öffentliche Inhaftierung Johanns von Ostfriesland offiziell bekannt, was seinem Vater missfiel, der die Angelegenheit lieber diskret geregelt hätte.

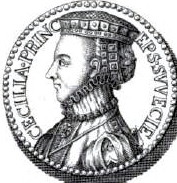
Prinzessin Cäcilie von Schweden um 1560

Trotz des Aufsehens, das diese Affäre in der adeligen Welt Europas erregte, warben weiterhin auch Mitglieder des Hochadels um Cäcilia. Die 1561 erfolgte Verlobung mit dem polnischen Gesandten Graf Johann von Tenczin wurde aber auf Intervention des polnischen Königs wieder gelöst. Tenczin starb 1564. Im selben Jahr heiratete Cäcilie Markgraf Christoph II. von Baden-Rodemachern, der als Oberst in der schwedischen Armee diente.
Cäcilie und Christoph gerieten bald nach ihrer Hochzeit in den Verdacht, mit dem auf Schloss Gripsholm inhaftierten Herzog Johann, dem Halbbruder von König Erik, zu konspirieren, da sich Cäcilie und ihre Schwestern für die Freilassung ihres Bruders einsetzten. Das junge Paar musste Schweden verlassen und reiste über Livland und Estland zunächst nach Rodemachern, wo Christoph seine Residenz einrichtete. Da Cäcilie sich im provinziellen Rodemachern nicht wohlfühlte, reisten sie bereits 1565 nach London. Christoph kehrte Ende 1565 nach Rodemachern zurück, während die schwangere Cäcilie mit finanzieller Unterstützung der Königin Elisabeth I. noch in London blieb und dort den Stammhalter Eduard Fortunat zur Welt brachte, dessen Taufpatin die Königin wurde.

### Im Schuldturm
Da sich Cäcilie durch ihre Verschwendungssucht so weit in Schulden verstrickte, dass sie und Christoph – der sie 1566 aus London ihren Gläubigern entführen wollte – zeitweise in Schuldhaft genommen wurden, bedurfte es der Intervention der englischen Königin und der Bürgschaft deutscher Kaufleute, um wieder freizukommen. Sie zogen in ihre Markgrafschaft Baden-Rodemachern.

### Wieder in Schweden
Nachdem 1568 der niederländische Unabhängigkeitskampf begonnen hatte und weil auch die luxemburgischen Besitzungen des Hauses Baden (Baden-Rodemachern) unter den spanischen Truppen des Herzog von Alba litten, kehrten Cäcilie und Christoph im Sommer 1571 wieder nach Schweden zurück. Christoph reiste Anfang des Jahres 1572 alleine wieder nach Deutschland zurück, um sich der Regierung seiner Markgrafschaft zu widmen, und traf Cäcilie bis zu seinem Tod 1575 nicht mehr. Cäcilie setzte den Kampf um ihre Mitgift fort, was das Verhältnis zu ihrem Bruder Johann, der nun schwedischer König war, schädigte.

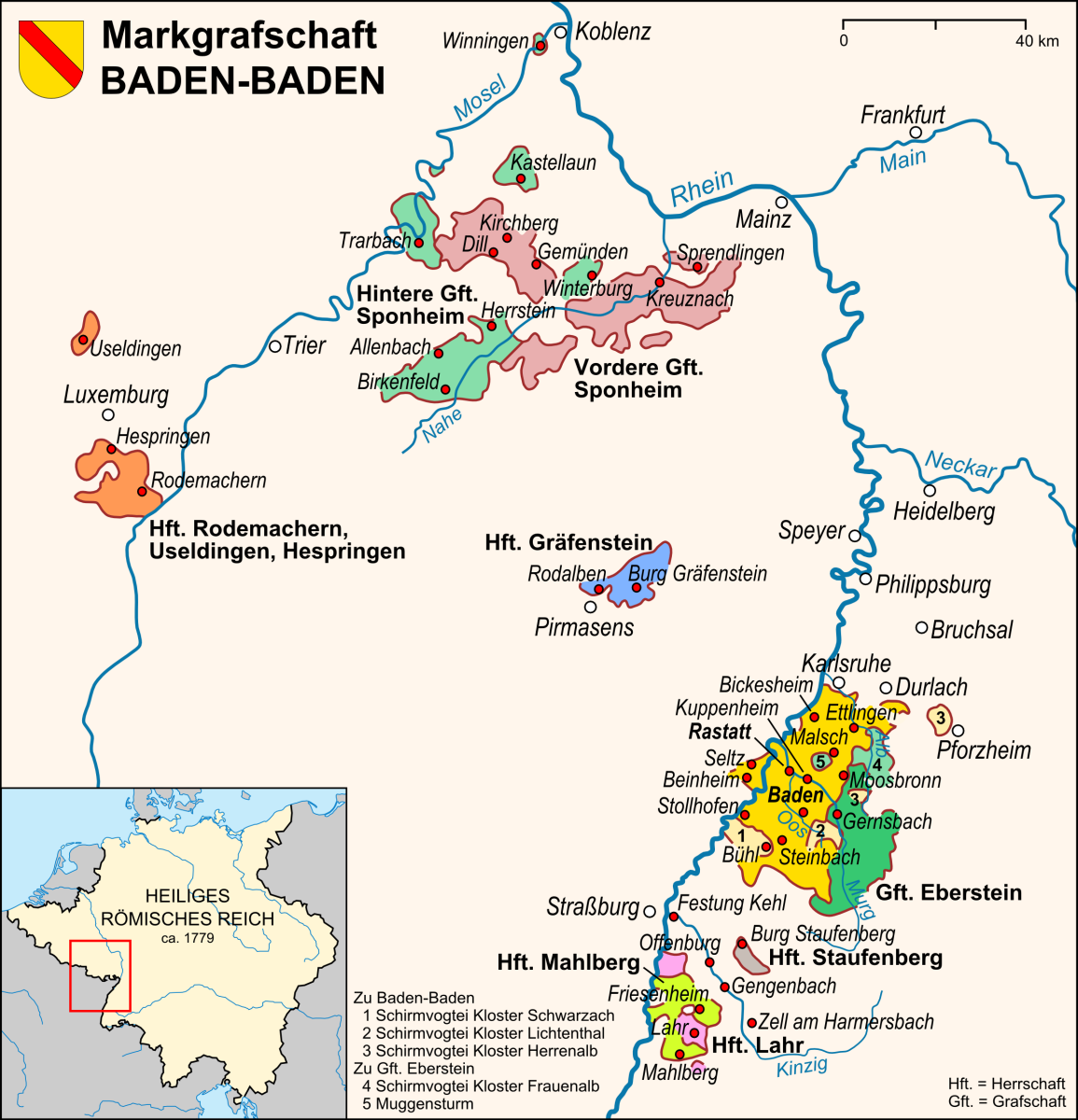
Markgrafschaft Baden-Baden – mit den Herrschaften Rodemachern, Useldingen und Hespringen, die 1556–1666 die Markgrafschaft Baden-Rodemachern bildeten

Als Gräfin von Arboga soll Cäcilia auch eine Piratenflotte unterhalten haben.

### Die Konvertitin
Nach dem Tod ihres Gatten Christoph II. von Baden-Rodemachern im Jahr 1575 trat Cäcilie zum katholischen Glauben über. Die Konversion wird einerseits dem Einfluss ihrer Schwägerin Katharina Jagiellonica, der Ehefrau ihres Bruders Johann, zugeschrieben. Andererseits wird vermutet, dass sie damit die teilweise von katholischen, spanischen Truppen besetzten Gebiete in Lothringen für ihre Kinder retten wollte.
Cäcilie akzeptierte die im Testament Christophs verfügte Vormundschaft des Markgrafen Karl II. von Baden-Durlach und des Bischofs Marquard von Speyer nicht und versuchte selbst oder über ihren Bruder an die Herrschaft in Rodemachern zu kommen. Auch die Konversion zum Katholizismus hat wohl die politische Nebenabsicht verfolgt, gegen die protestantische Verwandtschaft des Hauses Baden-Durlach Unterstützung zu gewinnen.
Diese Politik war auch bei ihrem Sohn Eduard Fortunat erkennbar und führte bei ihrem Enkel Wilhelm 1622 zum Erfolg.
Cäcilies Religionswechsel begründete den tiefen Zwist zwischen den Linien des Hauses Baden.

## Ehe und Nachkommen
Cäcilie Wasa heiratete am 11. November 1564 den Markgrafen Christoph II. von Baden-Rodemachern (1537–1575) und hatte mit ihm sechs Kinder:
- Eduard Fortunat (* 17. September 1565; † 18. Juni 1600)
- Christoph Gustav (* 13. August 1566; † 18. Januar 1609)
- Philipp (* 15. August 1567; † 6. November 1620)
- Karl (* 7. März 1569; † 1590)
- Bernhard (* Dezember 1570; † Februar 1571)
- Johann Karl (* 1572; † 29. Januar 1599), er war Malteser

Cäcilie soll 1579 aus einer unehelichen Beziehung mit dem spanischen Diplomaten Francisco de Eraso eine Tochter, Caritas, gehabt haben.